# Фентон (тауншип, Миннесота)
Фентон (англ. Fenton) — тауншип в округе Марри, Миннесота, США. На 2000 год его население составило 209 человек.

## География
По данным Бюро переписи населения США площадь тауншипа составляет 92,8 км², из которых 92,6 км² занимает суша, а 0,2 км² — вода (0,17 %).

## Демография
По данным переписи населения 2000 года здесь находились 209 человек, 72 домохозяйства и 61 семья.  Плотность населения —  2,3 чел./км².  На территории тауншипа расположено 76 построек со средней плотностью 0,8 построек на один квадратный километр. Расовый состав населения: 98,56 % белых, 0,96 % коренных американцев, 0,48 % — других рас США. Испанцы или латиноамериканцы любой расы составляли 0,48 % от популяции тауншипа.
Из 72 домохозяйств в 41,7 % воспитывались дети до 18 лет, в 80,6 % проживали супружеские пары, в 1,4 % проживали незамужние женщины и в 13,9 % домохозяйств проживали несемейные люди. 12,5 % домохозяйств состояли из одного человека, при том 4,2 % из — одиноких пожилых людей старше 65 лет. Средний размер домохозяйства — 2,90, а семьи — 3,19 человека.
31,1 % населения — младше 18 лет, 4,3 % — в возрасте от 18 до 24 лет, 20,1 % — от 25 до 44, 32,5 % — от 45 до 64, и 12,0 % — старше 65 лет. Средний возраст — 40 лет. На каждые 100 женщин приходилось 137,5 мужчин.  На каждые 100 женщин старше 18 приходилось 128,6 мужчин.
Средний годовой доход домохозяйства составлял 39 167 долларов, а средний годовой доход семьи —  43 333 доллара. Средний доход мужчин —  26 250  долларов, в то время как у женщин — 20 313. Доход на душу населения составил 16 951 доллар. За чертой бедности находились 3,2 % семей и 1,9 % всего населения тауншипа.